# 天野雄光
天野 雄光（あまの かつみつ）は、安土桃山時代から江戸時代初期の武将。初名は景俊（かげとし）。

## 生涯
当初は織田信雄に2万石余で仕え、伊勢長島城番を務めた。天正12年（1584年）小牧・長久手の戦いでは徳川家康軍に加わって案内役となり、羽黒の戦いでは酒井忠次隊に属して羽柴勢と戦った。同年の蟹江城合戦では前哨戦で戦功があった。天正18年（1590年）信雄が改易となると豊臣氏に仕え、文禄元年（1592年）には豊臣秀次麾下として一時的に長島城主に再任されている。慶長5年（1600年）関ヶ原の戦いのころからは徳川氏の傘下に入り、戦後は2,000石を与えられた。ところが、慶長12年（1607年）6月24日、織田有楽嫡男の頼長、美濃清水藩主の稲葉通重、山城御牧藩主の津田高勝らと共に京都の祇園に赴いたとき、茶屋四郎次郎もしくは後藤長乗の女房を始めとする富商の婦女7・8人を強引に茶店に引き入れて酒を飲ませる、後藤の従者を木に縛り付け、刀を抜いて斬り捨てると脅す等の乱行を起こしたため、幕命により改易となり、2年後に蟄居先の鎌倉で卒した。
長子雄景は小早川氏のち加藤氏（会津藩）に仕え、次男雄得は別途幕府より禄を与えられており、そのまま旗本として続いた。